# Touran Mirhadi
Touran Mirhadi (en persan : توران میرهادی ; 1927 - 8 novembre 2016), également connue sous le nom de Touran Khanom, est une enseignante, auteure et chercheuse iranienne. Elle fonde l’École Farhad (en persan مدرسه فرهاد), une école maternelle et primaire progressive à Téhéran, source de nombreuses innovations pédagogiques. Elle cofonde également le Children's Book Council of Iran (شورای کتاب کودک) et l'Encyclopédie pour les jeunes (فرهنگنامه کودکان و نوجوانان).

## Biographie
Fazlollah Mirhadi, le père de Touran, quitte l'Iran en 1909 pour étudier l'ingénierie mécanique et structurelle en Allemagne. Il fait partie de la première vague d'Iraniens qui vont étudier à l'étranger après la révolution constitutionnelle persane. Beaucoup de ces jeunes Iraniens, dont Mirhadi, s'intéressent non seulement à la science et à la technologie occidentales, mais aussi aux idées sociales et politiques. 
Fazlollah rencontre la mère de Touran, Greta Dietrich, une Allemande, pendant les années difficiles de la Première Guerre mondiale. Malgré la stricte éducation catholique de Greta et les objections de ses parents, ils se marient et s'installent en Iran en 1919. Touran naît à Shemiran, Téhéran. C'est la quatrième des cinq enfants de Fazlollah et Greta. La jeune mère, qui est sculptrice et a étudié l'art à l'Université de Munich, élève ses enfants mais reste en contact avec les arts grâce à son association avec l'Institut Kamal Almolk de Téhéran. Greta élève ses enfants comme des petits Iraniens mais veille à ce qu'ils restent connectés à l'Europe, en leur enseignant l'allemand et le français et en leur donnant des cours d'histoire, d'art et de culture européens. 
Lorsque les Alliés occupent l'Iran pendant la Seconde Guerre mondiale, tous les Iraniens ayant des liens avec l'Allemagne sont internés. Faslollah Mirhadi, qui a joué un rôle de premier plan dans la construction du chemin de fer iranien, est emprisonné pendant 13 mois de 1941 à 1942. Pendant ce temps, Greta gère les affaires familiales et les maintient à flot en louant la maison qui devient plus tard le site de l'école Farhad. 
Le caractère et la détermination de Greta, son point de vue sur la vie et les enfants, la vaste connaissance que ses enfants accumulent sous sa tutelle, sont au cœur de la vision du monde de Touran, de son amour des enfants et de l'éducation.   

### Éducation
À partir de 1932, Touran commence son éducation classique dans les écoles de Téhéran, Azar Elementary School et Nourbakhsh High School, tandis que sa mère continue à lui enseigner les langues. Après avoir obtenu son diplôme d'études secondaires, elle est admise à l'Université de Téhéran pour étudier la biologie. C'est là qu'elle rencontre pour la première fois Jabbar Baghtcheban, la principale autorité en pédagogie en Iran. Influencée par Baghtcheban et sa propre passion de l'enseignement, Mirhadi décide d'abandonner ses études en Iran et s'installe en Europe pour étudier la psychologie et l'éducation des enfants. Son plan initial est d'étudier en Suède mais elle se retrouve à Paris à l'automne 1946, un an après la fin de la guerre. Elle est tellement émue par la dévastation de l'après-guerre en Europe qu'elle rejoint des groupes d'étudiants qui participent aux efforts de reconstruction à travers le continent. Ses voyages en Europe renforcent sa conviction que l'éducation, la littérature, les arts et le savoir sont les clés de la prévention de la misère humaine et de la guerre. 
Mirhadi obtient son diplôme en psychologie de l'éducation à l'Université de la Sorbonne. Ensuite, elle poursuit ses études en éducation préscolaire. À l'époque, Paris est un centre d'innovation en psychologie et éducation de l'enfant. Touran a l'opportunité d'étudier avec les deux figures dominantes dans ce domaine, Jean Piaget et Henri Wallon. Elle s'intéresse également aux œuvres et à la philosophie de John Dewey et Maria Montessori.  

### Vie privée
Mirhadi retourne en Iran en 1951. Elle commence à enseigner dans un certain nombre d'établissements de Téhéran, dont son ancien Lycée Noorbakhsh. À l'époque, l'Iran et la société iranienne subissent des changements fondamentaux. Fraîchement sortie de ses expériences en Europe, Mirhadi cherche un moyen d'influer sur le cours de la société. En 1952, elle rencontre Jaffar Vakili, un jeune major de l'armée iranienne. Ils se marient un an plus tard. La vie commune est de courte durée. Vakili est arrêté l'année suivante pour son association avec le parti Tudeh (le parti communiste iranien) et sa branche militaire clandestine. En 1954, Vakili est exécuté, laissant Touran seule pour élever leur fils Pirooz. 
Après cette tragédie, ce sont le soutien et les encouragements de sa mère qui aident Touran à remettre sa vie sur les rails et à poursuivre ses aspirations. Elle épouse Mohsen Khomarloo et ensemble ils fondent l’École Farhad,.   
Le 8 novembre 2016, Mirhadi meurt après deux mois passés à l'hôpital de Téhéran,.

## Réalisations

### École Farhad
En 1955, Mirhadi ouvre un jardin d'enfants avec seulement deux classes. Elle est soutenue par ses parents qui lui fournissent une maison pour son école et l'aident à obtenir le permis nécessaire pour le jardin d'enfants. L'école est nommée Farhad en souvenir du frère de Touran, décédé quelques années plus tôt dans un accident de la circulation. 
Son approche progressive et innovante de l'éducation est si rapidement adoptée par les parents que deux ans plus tard, elle peut agrandir l'école et offrir un enseignement primaire de la première à la sixième année. Durant les années 1960 et 1970, l'école est un incubateur de recherche et d'innovations pédagogiques qui sont ensuite intégrées dans les programmes nationaux et les systèmes éducatifs. Au cœur du système Farhad se trouve le rôle que la bibliothèque joue pour éduquer les enfants, accroître leurs connaissances et encourager la lecture et la pensée critique. L'installation d'une bibliothèque dans une école primaire est sans précédent en Iran dans les années 1950.
Mirhadi est une grande défenseure de l'expression et de l'autonomie des enfants. Les délégués de classe de l'école sont chargés de fixer les normes de comportement et de gérer les conflits. Les élèves s'entraident les uns les autres en agissant comme des tuteurs. 
Au début des années 1970, Farhad propose également un enseignement secondaire. Quelques années avant la révolution iranienne, l'école déménage dans un établissement plus grand et forme 1 200 élèves chaque année. Après la révolution, l'école, mixte depuis sa création, est dissoute (comme toutes les écoles privées) et l'écriture et la recherche deviennent l'occupation majeure de Mirhadi. En raison de son travail à l’École Farhad, Mirhadi est appelée « la marraine de l'éducation progressiste » en Iran,,. 

### Conseil iranien du livre pour enfants
En 1963, avec un groupe d'éminents enseignants et éducateurs, dont Lily Ahi, Samin Baghtcheban et Abbas Yamini Sharif, Touran Mirhadi cofonde le Children's Book Council (CBC) d'Iran,. Ce Conseil est une ONG qui se concentre sur le développement et la promotion de la littérature pour enfants en Iran.  
Le Conseil mène et publie des recherches sur la littérature et l'alphabétisation des enfants. En 1964, CBC  rejoint l'International Board on Books for Young People (IBBY). Mirhadi est un membre actif et éminent de CBC, l'aidant à traverser les nombreux changements dans la société iranienne tout au long de ses 50 ans d'existence. CBC reflète la croyance de Mirhadi en l'importance des livres (au-delà des textes scolaires) dans l'éducation des enfants.  
Le Conseil poursuit l'objectif suivant, : 
- Soutenir la croissance d'une littérature nationale pour les enfants
- Favoriser l'accroissement des ressources littéraires et d'information, en qualité et en quantité
- Explorer les moyens d'une meilleure distribution des livres
- Encourager la production iranienne d'œuvres de qualité pour les enfants
- Augmenter le niveau de sensibilisation à la littérature pour enfants dans la société
- Entrer en discussion avec différents groupes sociaux
- Créer des modèles nationaux dans les ouvrages de référence, les bibliothèques et la culture de la lecture
- Rester en contact avec les évolutions et les institutions internationales.

Le travail du Conseil couvre de nombreux domaines, organisé autour des trois champs prioritaires : 
- La littérature pour enfants et adolescents
- L'Encyclopédie pour les jeunes
- La Chambre des bibliothécaires pour la promotion de la lecture

En 2007, Mirhadi est honorée lors d'une cérémonie au Centre culturel Ibn Sina de Téhéran. Faisant référence à son travail avec le Conseil, Keyhan Mohammadi, directeur du Centre, déclare que « les Iraniens considèrent Mirhadi comme la fondatrice de la littérature pour enfants » en Iran.  

### Encyclopédie pour les jeunes
Ce travail monumental commence en 1980 en réponse au besoin d'une source fiable et objective pour que les enfants et les jeunes adultes iraniens apprennent sur eux-mêmes, leur pays et le monde. Une fois terminée, l'Encyclopédie comprend 5 000 entrées, classées par ordre alphabétique et entièrement illustrées, en 25 volumes. 

L' Encyclopédie est une collection d'œuvres originales développées par un grand groupe d'éminents chercheurs et bénévoles qui travaillent sur le matériel depuis plus de 30 ans. Il vise à combler le manque de sources sur l'histoire, la culture et le patrimoine de l'Iran. Dans une interview de 2011 sur la collection, Mirhadi dit : 
Nous étions les enfants d'une phase particulière de l'histoire iranienne. C'était la phase au cours de laquelle on nous a appris que nous, Iraniens, n'avions rien accompli culturellement. Et pour cette raison, on nous a dit que nous devions imiter les Européens en tout. Les intellectuels et les enseignants ont été les premiers à remarquer que l'aliénation des racines culturelles représentait un danger,.
 À ce jour, 18 volumes sont publiés, sous la direction exécutive de Mirhadi, et rédactrice en chef de l'Encyclopédie.  

## Publications choisies
- Index de livres sélectionnés pour les enfants et les jeunes adultes, Téhéran, Children's Book Council, 1968
- Recherche sur les méthodes et les approches de l'éducation, Téhéran, Atelier Publishing, 1983
- Celui qui est parti, celui qui est revenu (en persan : آن که رفت، آن که آمد), Téhéran, 1998
- Touran Mirhadi, Téhéran, Dibayeh Publishing, 2007

## Récompenses
En 2012, l'Institut de recherche sur l'histoire de la littérature pour enfants en Iran (HCLI) nomine Touran Mirhadi pour recevoir le Prix commémoratif Astrid Lindgren (ALMA) en 2013 et 2016,,. Ce prix est créé en 2002 pour commémorer l'écrivaine suédoise Astrid Lindgren (célèbre pour la série de livres pour enfants Pippi Longstocking) et pour promouvoir la littérature pour enfants et adolescents dans le monde entier. Il est administré par le Conseil national suédois des affaires culturelles. Il s'agit du plus grand prix de littérature jeunesse au monde et du deuxième prix de littérature au monde. 